# Joaquim Miquel i Casas
Joaquim Miquel i Casas (Barcelona, 1903 - ?) fou un atleta català especialitzat en curses de mig fons.
Defensà els colors del RCD Espanyol. L'any 1922 guanyà el seu primer campionat, el Campionat de Catalunya de cros, i fou tercer al Campionat d'Espanya. El 1925 guanyà el seu segon campionat català de cros. En pista guanyà un títol de 400 metres i dos de 800 metres. A nivell espanyol guanyà nou campionats, quatre dels 800 m, quatre de 1.500 m i un en 400 m llisos.
Participà en dos Jocs Olímpics, París 1924, participant en 5.000 m i 3.000 m per equips, i Amsterdam 1928, juntament amb Joan Serrahima, Emili Ferrer i Josep Culí, en les proves de 400 m i 1.500 m.
El 1924 va superar els rècords de Catalunya i d'Espanya dels 1.500 m, 3.000 m i 5.000 metres, i el 1925 superà el rècord de Catalunya de 800 m. Quan es retirà, amb només vint-i-sis anys, havia superat tots els rècords de Catalunya i d'Espanya de totes les distàncies entre els 400 m i els 5.000 m.

## Palmarès
Campió de Catalunya
- 400 metres llisos: 1928
- 800 metres llisos: 1926, 1928
- Campionat de Catalunya de cros: 1922, 1925

Campió d'Espanya
- 400 m: 1928
- 800 m: 1925, 1926, 1927, 1928
- 1.500 m: 1924, 1926, 1927, 1928